# Fakultet političkih znanosti u Zagrebu
Fakultet političkih znanosti u Zagrebu (FPZG), osnovan je 1962. godine kao visoko učilište u okviru Sveučilišta u Zagrebu. To je najstarija znanstvena institucija s područja političkih znanosti u ovom dijelu Europe i jedini studij političkih znanosti u državi. Također je Fakultet političkih znanosti osnovao prvi sveučilišni studij novinarstva u Republici Hrvatskoj 1971. godine.
Na Fakultetu postoje dva dodiplomska sveučilišna studija: studij politologije, koji traje 4 godine i studij novinarstva, koji traje 3 godine. Diplomski studiji na Fakultetu političkih znanosti izvode se iz novinarstva, u trajanju od dvije godine, i politologije, koji traje godinu dana. Također, postoji doktorski studij komparativne politike te različiti postdiplomski specijalistički studiji. Fakultet može voditi proceduru izbora u znanstveno zvanje doktora znanosti za područja politologije.
Fakultet raspolaže znanstvenom bibliotekom iz područja političkih znanosti i komunikologije koja posjeduje preko 50.000 knjiga te izvrsnu kolekciju znanstvenih i stručnih, domaćih i stranih, časopisa. Osim te temeljne biblioteke na Fakultetu se nalazi i novinarska stručna biblioteka i čitaonica International Freedom Foruma, s kolekcijom svjetskih dnevnih novina pohranjenih na CD-romovima. Studenti i nastavnici mogu koristiti i dobro opremljeni računalni laboratorij u kojem je moguć besplatan pristup Internetu.
Fakultet političkih znanosti ima razvijenu izdavačku djelatnost. Znanstveni časopis Politička misao izlazi četiri puta godišnje s posebnim brojem na engleskom jeziku (Croatian Political Science Review). Časopis redovito izlazi već nekoliko desetljeća i predstavlja najkvalitetniji znanstveni i stručni časopis s područja političke znanosti i srodnih disciplina u Hrvatskoj. Ostali časopisi koje izdaje Fakultet političkih znanosti su: Političke analize i Političke perspektive (regionalni časopis).
Osim časopisa, Fakultet izdaje i biblioteku knjiga pod nazivom "Biblioteka politička misao". U toj uglednoj ediciji tiskana su klasična djela političke znanosti, kao i knjige suvremenih stranih i hrvatskih političkih znanstvenika. Znanstvena i istraživačka djelatnost na Fakultetu odvija se kroz veći broj istraživačkih timova na temama političke teorije, izbora i političkih stranaka, međunarodnih političkih i ekonomskih odnosa, medija i komunikacija, itd.
Na Fakultetu se redovito održavaju specijalistički seminari iz novinarstva, lokalne uprave, izbora i stranka, te se organiziraju znanstveni skupovi, konferencije i javne tribine. Međunarodna suradnja visoko je razvijena, kako na razini osobnih kontakata i suradnje (u okviru International Political Science Association, Hrvatskog politološkog društva i regionalne suradnje centralno-europskih udruženja za političku znanost) tako i institucijski u okviru CEEPUS, Fulbright, Irex, Humbolt i drugih programa. Fakultet političkih znanosti članica je i European Consortium for Political Research.

## Povijest
U Zagrebu je 1949. osnovana Viša novinarska škola koja je djelovala od 15. srpnja 1950. do 1952. godine. Direktor te škole bio je Dinko Foretić, a u prvu je generaciju upisano 50 studenata. Godine 1962. osniva se Fakultet političkih znanosti, koji počinje s radom 1. studenoga 1962. Uz inicijalni smjer politologije, godine 1971. osniva se i smjer novinarstva. Godine 1975. osniva se treći studij: Studij općenarodne obrane i društvene samozaštite (ONO i DSZ).
Među osnivačima Fakulteta bio je hrvatski sociolog Ante Fiamengo.
Od 4. travnja 2022. zbog posljedica potresa, fakultet je privremeno preseljen u Importanne Galeriju na Iblerovom trgu 10.

## Studiji
U obrazovanju novinara, od akademske godine 2010./2011. na Fakultet političkih znanosti u Zagrebu je uveden smjer Novi mediji, tako da studenti mogu usavršavati svoje sposobnosti poznavanjem društvenih mreža, internetskih portala i ostalih područja vezanih uz nove medije.
Studenti na 3. godini preddiplomskog studija novinarstva FPZG-a sada mogu birati ove smjerove: tisak, televizija, odnosi s javnošću, novi mediji, a na diplomskom studiju novinarstva: odnosi s javnošću, politička komunikacija i mediji i novinarstvo.
Na diplomskom studiju politologije postoje sljedeći smjerovi: politička teorija, međunarodni odnosi, sigurnosni studiji, europski studiji (Hrvatska i Europa), politički sustav Hrvatske, javne politike i menadžment te smjer komparativne politike.

## Prijašnji studiji
Završetkom studija općenarodne obrane i društvene samozaštite stjecala se diploma profesora obrane i zaštite, TIPS-a i marksizma. Studiralo se dvopredmetno, obranu i zaštitu (općenarodnu obranu i društvenu samozaštitu) te osnove marksizma i teoriju i praksu samoupravnoga socijalizma. Studenti tog studija uživali su privilegije kakve su imali samo studenti vojnih znanosti. Prvi je voditelj Studija obrane i zaštite bio Nedjeljko (Nedeljko) Rendulić. Većina su profesora bili bivši ili aktivni časnici Jugoslavenske narodne armije. Postojao je i izvanredni dvogodišnji Studij općenarodne obrane koji nije uključivao nastavničko školovanje za osnove marksizma i teoriju i praksu samoupravnoga socijalizma. U četverogodišnjem studiju, u završnomu VIII. semestru izvodila se praktična nastava u jedinicama JNA.
Studenti koji su uspješno završili Studij općenarodne obrane imali su pravo na potvrdu da su odslužili vojnu obvezu u JNA, dok je određeni broj studenata prema postignutom uspjehu i prema kriterijima Saveznoga sekretarijata za narodnu obranu bio promaknut u rezervne časnike.
Godine 1976. bilo je 127 studenata na četverogodišnjem redovitom studiju i 300 na dvogodišnjem izvanrednom studiju za doškolovanje kadrova s višom stručnom spremom. Fakultet je te godine radi pružanja pomoći SR Crnoj Gori, na izvanredni studij primio skupinu od dvadesetak nastavnika obrane i zaštite iz Crne Gore. Na studiju su se školovali i državljani SR Bosne i Hercegovine.
Studij općenarodne obrane je uveden po društvenom dogovoru skupština socijalističkih republika i socijalističkih autonomnih pokrajina sa Saveznim sekretarijatom za narodnu obranu koji je potpisan 13. veljače 1975. godine. Slični su studiji osnovani u Skoplju, Beogradu, Sarajevu i Ljubljani. U SR Makedoniji je studij ustanovljen u sklopu Filozofskoga fakulteta.
Do mjeseca prosinca 1992. diplomiralo je 1994 profesora obrane i zaštite. Fakultet tada već dvije godine nije upisivao studente na studij općenarodne obrane (podatak iz mjeseca prosinca 1992.).
Tomo (Tomislav) Jantol, dekan Fakulteta (u prosincu 1992.) navodi kako je studij ONO izboren u sukobu s tvrdom linijom JNA, kao način prodora javnosti u, do tada strogo zabranjeno, područje njene nedodirljivosti.

## Ustrojbene jedinice
Na Fakultetu političkih znanosti u Zagrebu kao ustrojbene jedinice postoje sljedeći odsjeci:
- Odsjek za političku i socijalnu teoriju
- Odsjek za hrvatsku politiku,
- Odsjek za međunarodnu politiku i diplomaciju
- Odsjek za komparativnu politiku
- Odsjek za javne politike, menadžment i razvoj
- Odsjek za novinarstvo i odnose s javnošću
- Odsjek za strane jezike i Tjelesnu i zdravstvenu kulturu

Unutar Fakulteta djeluju i sljedeći centri:
- Centar za sigurnosne studije
- Centar za cjeloživotno obrazovanje
- Centar za istraživanje medija i komunikacija
- Centar za europske studije
- Centar za političku analizu i politike razvoja

Bivše ustrojbene jedinice u sastavu Fakulteta:
- Katedra za političku teoriju i filozofiju
- Katedra za političku ekonomiju
- Katedra za političku sociologiju
- Katedra za javno pravo
- Katedra za komparativnu politiku
- Katedra za politički sustav Hrvatske
- Katedra za europske studije
- Katedra za javne politike, menandžment i javnu upravu
- Katedra za međunarodne odnose
- Katedra za sigurnosne studije
- Katedra za strane jezike

## Vanjske poveznice
- Forum studenata Fakulteta političkih znanosti  Arhivirana inačica izvorne stranice od 17. prosinca 2014. (Wayback Machine)